# Anelaphus cerussatus
Anelaphus cerussatus là một loài bọ cánh cứng trong họ Cerambycidae.